# Castillo Hearthstone
El castillo Hearthstone es un pequeño fortín localizado en Danbury (Connecticut), Estados Unidos. Fue incluido en el Registro Nacional de Lugares Históricos en 1987.

## Historia
Fue construido entre 1895-1899. El castillo consta de tres pisos, está situado en un entorno arbolado en la cresta de una colina al este de Brushy Hill Road en Danbury, Connecticut. El complejo se centra en el castillo, que incorpora elementos de muchos períodos de la arquitectura del siglo XIX. También consta de otras edificaciones, todas construidas con de guijarros, que incluyen la casa de los del aparceros, una cochera, una caseta de bombeo, el granero, la torre de depósito de leña y agua;  agrupadas en un terreno más alto al sur del edificio principal. El castillo es de planta rectangular, construido con piedra de granito sobre un núcleo de ladrillo. La sección principal o frontal del edificio cuenta con torres en las esquinas noreste y noroeste. La cochera tiene un techo plano y tres vanos con arcos apuntados, con contrafuertes en los muelles exteriores. Las esquinas del edificio están reforzados con grandes piedras, algunas de las cuales se asemejan a cuñas.